# Nuoto sincronizzato ai campionati mondiali di nuoto 2013 - Squadre (programma libero)
La fase preliminare si è svolta la sera del 23 luglio 2013, mentre la finale si è svolta la sera del 26 luglio.

## Medaglie
| Posizione | Atleta | Paese   |
| --------- | --- | ------- |
| Oro       | Vlada Chigireva Svetlana Kolesnichenko Daria Korobova Alexandra Patskevich Elena Prokofyeva Alla Shishkina Marija Šuročkina Anzhelika Timanina | Russia  |
| Argento   | Clara Basiana Alba María Cabello Ona Carbonell Margalida Crespí Thaïs Henríquez Paula Klamburg Sara Levy Meritxell Mas                         | Spagna  |
| Bronzo    | Lolita Ananasova Olena Grechykhina Ganna Klymenko Oleksandra Sabada Kateryna Sadurska Anastasiya Savchuk Anna Vološyna Olha Zolotarova         | Ucraina |

## Risultati
in verde sono denotate le finaliste.
| Pos. | Nazione     | Preliminare | Preliminare | Finale    | Finale |
| Pos. | Nazione     | Punti       | Pos.        | Punti     | Pos.   |
| ---- | ----------- | ----------- | ----------- | --------- | ------ |
|      | Russia      | 97.390      | 1           | 97.400    | 1      |
|      | Spagna      | 94.100      | 2           | 94.230    | 2      |
|      | Ucraina     | 93.100      | 3           | 93.640    | 3      |
| 4    | Giappone    | 91.670      | 4           | 91.950    | 4      |
| 5    | Italia      | 89.880      | 5           | 89.840    | 5      |
| 6    | Canada      | 88.180      | 6           | 88.620    | 6      |
| 7    | Francia     | 86.510      | 7           | 87.080    | 7      |
| 8    | Grecia      | 85.510      | 8           | 85.060    | 8      |
| 9    | Messico     | 83.850      | 9           | 84.430    | 9      |
| 10   | Brasile     | 83.240      | 10          | 83.520    | 10     |
| 11   | Regno Unito | 82.510      | 11          | 82.570    | 11     |
| 12   | Svizzera    | 82.290      | 12          | 82.680    | 12     |
| 16.5 | H09.5       |             |             | 00:55.635 | O      |
| 13   | Kazakistan  | 78.180      | 13          |           |        |
| 14   | Egitto      | 76.460      | 14          |           |        |
| 15   | Singapore   | 67.960      | 15          |           |        |
| 16   | Macao       | 66.790      | 16          |           |        |
| 17   | Costa Rica  | 62.190      | 17          |           |        |